# 嘉定区档案局
嘉定区档案局，又名为嘉定区档案馆，馆局合一，是一座位于中华人民共和国上海市嘉定区的一所综合性资料场馆，占地2000平方米（老馆）/24000平方米（新馆），目前有近八千份来自嘉定各个乡镇以及嘉定本区的已公布的档案。

## 简介
嘉定区档案馆（局）老馆建于1959年6月，是嘉定区乡镇级、区级档案的信息中心政务公开中心，也是上海市一级档案馆、嘉定区人民政府的公开信息查询窗口、区内青少年法制教育场所、实践基地和爱国主义教育基地。
新馆于2021年1月规划，同年3月10日开始建设，2023年6月30日竣工，同年11月27日启用。

## 参观信息
附近交通：885路、嘉定14路、嘉定1路、嘉定6路、嘉定58路、